# クローウ

クローウ宮殿。ウクライナ最高裁判所の所在地。

クローウ（ウクライナ語：Клов）は、ウクライナの首都キーウにある歴史的地名。ペチェールシク地区に位置する谷。クローウ坂、マルヤーネンコ通り、メーチニコフ通りに沿って広がっている。「クローウ」という名称は古ルーシ語の「沢」・「水」に因む。中世時代にはリービジ川へ流れるクローウ川という小川があったという。前近代ではキーウの郊外地であった。11世紀後半にクローウ修道院が建立された。その修道院は隣の洞窟修道院と一座を争う大修道院で、クローウ地区の地主であった。1240年にモンゴル帝国はクローウ修道院を破壊させ、クローウ地区は荒地となった。1756年にクローウ宮殿が建てられた。19世紀にクローウ通り、クローウ・ブールバールとクローウ小路が敷かれた。20世紀末期からキーウ地下鉄のクローウ駅（クローウシカ）がある。

## リンク
- （ウクライナ語） 「クローウ」『キエフ大辞典』